# Justinas Beržanskis
Justinas Beržanskis (12 de enero de 1989) es un deportista de Lituania que compite en atletismo. Ganó una medalla de bronce en el Campeonato Europeo de Atletismo por Equipos de 2019, en la prueba de 3000 m obstáculos.